# Dimebag Darrell
Darrell Lance Abbott (Arlington, Teksas, 20. kolovoza 1966. – Columbus, Ohio, 8. prosinca 2004.), poznat kao "Diamond Darrell", "Dimebag Darrell" ili jednostavno "Dime" je bio američki
glazbenik, najpoznatiji kao gitarist i osnivač sastava Pantera.
Također je svirao u sastavima Damageplan i Rebel Meets Rebel, te je mlađi brat bubnjara Vinnia Paula Abbotta. Smatra se jednim od najutjecajnijih gitarista modernog heavy metala, te su ga čitatelji magazina Guitar World proglasili sedmim najboljim heavy metal gitaristom svih vremena.
Preminuo je 8. prosinca 2004. nakon pucnjave na nastupu u Columbusu.

## Životopis

### Djetinjstvo
Darrell je rođen 20. kolovoza 1966. u Arlingtonu. Njegov otac Jerry Abbott je bio country glazbenik i producent, te vlasnik glazbenog studija u Pantegu. Zajedno s bratom Vinnie Paulom je često boravio u studiju, gdje je slušao mnoge blues gitariste, no odlučio se bavit glazbom nakon što je čuo gitarista Acea Frehleya iz glam metal sastava Kiss. Kasnije je Darrell za magazin Giutar World izjavio da "nije bilo Frehleya, ne bi bilo ni "Dimebaga" Darrella."
Isprva je počeo svirat bubnjeve, no kad je shvatio da je njegov brat puno bolji, odlučio je svirat gitaru. Počeo se natjecat na gitarskim natjecanjima, na kojima se uspostavilo da je puno bolji od svojih vršnjaka, te budući je stalno pobjeđivao, u dobi od 16 godina mu je zabranjeno natjecanje te mu je ponuđeno mjesto suca.

### Pantera

#### Glam era
Darrell je zajedno s Vinnie Paulom 1981. godine osnovao sastav Pantera. Pridružili su im se basist Rex Brown, te pjevač Terry Glaze. Darrell je u to vrijeme počeo nastupati pod pseudonimom Diamond Darrell. Svoj debitantski studijski album Metal Magic objavili su 1983. Njihov stil tada je bio pod utjecajem glam metala, prvenstveno sastava Kiss, Van Halen i Judas Priest. Album su objavili pod izdavačkom kućom Metal Magic Records, u vlasništvu Darrellovog oca, Jerryja. Ubrzo objavljuju album Projects in the Jungle, a godinu kasnije I Am the Night.
Godine 1988. pjevača Terryja Glazea zamjenjuje Phil Anselom, te 1988. objavljuju novi album Power Metal. Na njemu su, za razliku od prethodnih albuma, primjetni utjecaji thrash metala, sastava Megadeth, Metallica i Slayer.

#### Thrash/groove era
Na svojem petom studijskom albumu Cowboys from Hell, potpuno su izbacili glam metal elemente, te se tim albumom smatraju jednim od "osnivača" post-thrash žanra, groove metala. Upravo zbog promjene stlia, mnogi obožavetelji Cowboys from Hell smatraju "službenim" debitantskim albumom Pantere. Ujedno je bio i njihov prvi komercijalno uspješni album kojim su uspjeli proboj. Nalazio se na 27. mjestu Billboardove Top Heatseekers ljestvice, a kasnije ga je IGN proglasio 19. najutjecanijim heavy metal albumom svih vremena, a Guitar World ga je smjestio na 11. mjesto ljestvice "100 najboljih albuma svih vremena". S albuma su objavili singlove "Cowboys from Hell", "Cemetery Gates", te "Psycho Holiday".
Godine 1992. objavljuju Vulgar Display of Power, jedan od najutjecajnijih albuma 1990-ih, koji je odigrao veliku ulogu u definiranju post-thrash metala. Na njemu se nalaze neke od najpoznatijih pjesama Pantere, kao što su "Fucking Hostile", "This Love" i "Mouth for a War". Nalazio se na 44. mjestu Billboard 200 top ljestvice, te je 2004. dobio dvostruku platinastu nakladu. S objavljivanjem idućeg album Far Beyond Driven, Darrell je nadimak Diamond zamijenio s Dimebag. U to vrijeme dolazi do tenzija između članova sastava, najviše uzrokovanih Anselmovom zloupotrebom droga. Objavili su još dva albuma, The Great Southern Trendkill i Reinventing the Steel, prije nego što se sastav raspao 2003. godine.

### Damageplan i ostali projekti
Nakon raspada Pantere, Darrell je s Vinnie Paulom osnovao novi sastav Damageplan. Članovi sastava bili su i basist Bob Zilla, te pjevač Pat Lachman. Svoj prvi, a pokazalo se i posljednji album New Found Power objavili su 10. veljače 2004., te se nalazio na 38. mjestu Billboard 200 top ljestvice.
Nedugo nakon što se 1988. Anselmo pridružio Panteri, Dave Mustaine je pozvao Darrella da svira s njim u Megadethu. Darrell je htio pristupit sastavu pod uvjetom da im se i pridruži njegov brat, no kako je Mustaine već mjesto bubnjara ponudio Nicku Menzi, Darrell je ostao u Panteri. Sastav je 1992. u suradnji s Robom Halfordom iz Judas Priesta snimio pjesmu "Light Comes Out of Black", koja se kasnije našla na soundtracku za film Buffy - Ubojica vampira. Darrel je također svirao pjesme na albumu u čast Aceu Frehleyu. Braća Darrell i Rex Brown su 2000. godine u suradnji s country pjevačem Davidom Allanom Coeom osnovali sastav Rebel Meets Rebel, te su 2006. nakon Darrellove smrti objavili album. Odsvirao je i neke pjesme s Anthraxom, dok je pjevač sastava bio John Bush. Anthraxov basist Frank Bello je izjavio da je "Darrell praktički bio šesti član Anthraxa".

### Smrt
Darrell je preminuo 8. prosinca 2004. nakon pucnjave na nastupu u Columbusu.
Usmrtio ga je Nathan Gale, dok je nastupao s Damageplanom u klubu Alrosa Villa. Gale se popeo na pozornicu te hicima iz pištolja usmtio Darrella i još tri osobe, dok je sedmero ranjeno. Darrell je pogođen pet puta, te je preminuo na mjestu događaja. Ostale žrtve bili su Jeff Thompson, šef osiguranja sastava, zaposlenik kluba Erin Halk, te član publike Nathan Bray, koji je pogođen dok je umjetnim disanjem pokušao oživjeti Darrella i Thompsona. Tehničar sastava, John Brooks je ozlijeđen dok je pokušao Galeu uzeti pištolj. Tada je šest policajaca došlo na pozornicu, te je Galea pucnjem iz sačmarice ubio James D. Niggemeyer.
Iako se ispočetka vjerovalo da je Gale to počinio iz ljutnje zbog raspada Pantere, kasnijom istragom ustanovljeno je da je bolovao od paranoidne shizofrenije, te je vjerovao "da mu članovi Pantere čitaju misli, te da su mu ukrali pjesme."
Darrell je pokopan u svom rodnom gradu Arlingtonu, pored svoje majke. Pokopan je u Kissovom lijesu, s gitarom Charvel Hybrid VH2 Eddija Van Halena.

## Posvete
Mnogi sastavi su svoje albume posvetili Darrellu, ili su napisali pjesme u sjećanje na njega. Primjerice, sastav Disturbed mu je posvetio album Ten Thousand Fists, Machine Head pjesmu "Aesthetics of Hate", Black Label Society pjesmu "In This River", a Static-X album Start a War. Buckethead je napisao pjesmu "Dime", Brian Welch, bivši član Korna pjesmu "Letter to Dimebag", a Kerry King, gitarist Slayera na kraju svakog koncerta ostavlja jedno piće na pozornici "za Dimebaga".

## Diskografija

### S Panterom
- 1983. - Metal Magic
- 1984. - Projects in the Jungle
- 1985. - I Am the Night
- 1988. - Power Metal
- 1990. - Cowboys from Hell
- 1992. - Vulgar Display of Power
- 1994. - Far Beyond Driven
- 1996. - The Great Southern Trendkill
- 1997. - Official Live: 101 Proof
- 2000. - Reinventing the Steel'
- 2003. - The Best of Pantera: Far Beyond the Great Southern Cowboys' Vulgar Hits

### Sa Sebastianom Bachom
- 2001. - Bach 2: Basics

### S Damageplanom
- 2004. - New Found Power

### S Rebel Meets Rebelom
- 2006. Rebel Meets Rebel (objavljeno postumno)

### Kompilacije
- 1996. - Spacewalk: A Tribute To Ace Frehley

## Videogarfija

### S Panterom
- 1985. - The Hot 'n Heavy Home Video
- 1991. - Cowboys from Hell: The Videos
- 1993. - Vulgar Video
- 1997. - 3: Watch it Go
- 1999. - 3 Vulgar Videos from Hell

## Vanjske poveznice
- Službena stranica Pantere
- Službena stranica Damageplana  Arhivirana inačica izvorne stranice od 16. veljače 2008. (Wayback Machine)
- Službena stranica Rebel Meets Rebela
- Dimebag-tribute.com